# Prepona ameinogenes
Prepona ameinogenes är en fjärilsart som beskrevs av Johannes Karl Max Röber 1928. Prepona ameinogenes ingår i släktet Prepona och familjen praktfjärilar. Inga underarter finns listade i Catalogue of Life.